# BBC World News

Ehemaliges Logo von BBC World News, verwendet von 2008 bis 2019

Eine weitere Variante des Senderlogos, verwendet von 2019 bis 2022

BBC World News (HD) war ein englischsprachiger Fernsehsender der BBC. Er sendete zuletzt ein 24-Stunden-Programm mit internationalen Nachrichten und Dokumentationen.
Sendebeginn war am 11. März 1991 als BBC World Service Television, ab 26. Oktober 1995 als BBC World zusammen mit dem englischen Fernsehsender BBC Prime. Seit dem 21. April 2008 firmiert der Sender unter dem Namen BBC World News.
BBC World News wurde digital über Satellit (DVB-S) verbreitet und war in Deutschland und Österreich teilweise auch im Kabel analog oder im Rahmen von Programmbouquets zu empfangen. In Berlin wurde das Programm zwischen 1995 und März 2007 auch terrestrisch verbreitet (bis 2003 analog und bis zum 5. März 2007 via DVB-T). Seit 12. Mai 2010 war das Programm in Leipzig terrestrisch via DVB-T zu empfangen.
Der europäische HD-Ableger des Programms wurde am 1. April 2015 auf den Astra-Satelliten aufgeschaltet und seit 30. Juni 2015 in das Kabelfernsehnetz von Unitymedia unverschlüsselt eingespeist. Anfang 2020 hat man die HD-Verbreitung auf Wunsch der BBC wieder eingestellt und hat dafür den SD-Sender aufgeschaltet.
Der Auslandssender wurde von der BBC eigenwirtschaftlich betrieben und sollte nicht aus Rundfunkgebühren finanziert werden, sondern sich aus Werbeerlösen tragen, da die britische TV licence nur für ausschließlich in Großbritannien empfangbare Sender genutzt werden durfte. BBC World News konnte wiederum selbst in Großbritannien empfangen werden, wenn die Satellitenschüssel auf den europäischen Astra-Satelliten ausgerichtet wurde.
Nachdem der Sender bisher aus dem BBC Television Centre in London gesendet hatte, wurde seit dem 14. Januar 2013 im Broadcasting House (ebenfalls in London) produziert, das unter anderem einen großen Newsroom sowie mehrere Fernseh- und Hörfunkstudios beherbergt.
Über Nacht (zwischen 01:00 und 4:30 GMT) wurde die erste halbe Stunde zusammen mit dem britischen Nachrichtensender BBC News produziert, sodass auf beiden Kanälen das Gleiche gesendet wurde (aus studiotechnischen Gründen werden diese BBC News seit April 2008 immer von BBC World News produziert). In der restlichen halben Stunde wurden jeweils unterschiedliche Programme gesendet.
Ab 2020 kam es zwischen der VR China und Großbritannien zum Streit, weil das Vereinigte Königreich die Demokratiebewegung in der chinesischen Sonderverwaltungszone und früheren britischen Kronkolonie Hongkong unterstütztem Kritik am Umgang mit Angehörigen der Minderheit der Uiguren übte und Sicherheitsbedenken gegen den chinesischen Netzwerkausrüster Huawei hat. Das britische Office of Communications entzog dem chinesischen Sender CGTN am 4. Februar 2021 die Rundfunklizenz wegen Staatspropaganda. Eine Woche später entzog die chinesische Medienaufsicht die Sendelizenz von BBC World News für die VR China. Zur Begründung hieß es, BBC World News habe „gesetzeswidriger Inhalte“ ausgestrahlt und gegen Richtlinien für die Berichterstattung in China verstoßen, wonach die Inhalte den „nationalen Interessen“ Chinas nicht schaden dürften. Die englischsprachigen BBC World News war in den meisten TV-Angeboten in der VR China nicht enthalten, aber in einigen Hotels und Residenzen verfügbar.
Wie 2022 bekannt wurde, war geplant BBC World News im April 2023 mit BBC News zu einem gemeinsamen neuen Nachrichtenkanal fusioniert. Am 3. April 2023 war dann schließlich das Ende von BBC World News nach über 28 Jahren Sendezeit. BBC World News wurde mit BBC News zu einem neuen Nachrichtenkomplex zusammengeschlossen, um die Produktionskosten zu senken.